# Laena becvari
Laena becvari (лат.) — вид жуков-чернотелок рода Laena из подсемейства мохнатки (Lagriinae, Tenebrionidae). Эндемик Китая. Вид назван в честь Stanislav Becvár (Ческе-Будеёвице).

## Распространение
Китай: провинция Юньнань (2500—3500 м).

## Описание
Мелкие бескрылые жуки-чернотелки, длина тела от 7,8 до 8,8 мм. Отличается обильными и  отстоящими щетинками на пронотуме и надкрыльях. Все бёдра самок и самцов без зубцов. Обитают в наземном лесном ярусе. Вид был впервые описан в 2001 году немецким колеоптерологом Вольфгангом Шваллером (Dr. Wolfgang Schawaller; Staatliches Museum für Naturkunde, Штутгарт, Германия).